# Alan Bridges
Alan James Stuart Bridges (* 28. September 1927 in Liverpool, England; † 7. Dezember 2013) war ein britischer Regisseur, Schauspieler und Produzent. Einen Namen machte er sich vor allem durch die Inszenierung zahlreicher Fernsehspiele Anfang der 1960er Jahre für die BBC. Für den Spielfilm Botschaft für Lady Franklin (1973) wurde er bei den Filmfestspielen von Cannes mit dem Hauptpreis geehrt.

## Leben

### Arbeit als Schauspieler und erste Fernseharbeiten
Alan Bridges wurde 1927 in Liverpool geboren, wo er als Einzelkind und Sohn eines Weltkriegsveteranen aufwuchs. Als „Unterhaltungsoffizier“ diente er in der Armee und gestaltete unter anderem Filme und Theaterstücke für Soldaten. Bridges besuchte danach für kurze Zeit die University of Oxford, ehe er eine Ausbildung als Schauspieler an der renommierten Royal Academy of Dramatic Art (RADA) in London absolvierte. Diese schloss er im September 1946 mit dem Gewinn des Emile-Littler-Preises erfolgreich ab. In den 1950er Jahren war Bridges Mitglied der Birmingham Repertory Theatre Company und mit Nebenrollen in den Shakespeare-Stücken Heinrich VI. (1952), Perikles, Prinz von Tyrus (1954) und Richard II. (1955) vertreten. Lob seitens der Kritiker brachte ihm vor allem 1953 der Part des Talbot in einer weiteren Inszenierung von Heinrich VI. ein, mit der er sowohl in Birmingham als auch im Londoner Old Vic Theatre auftrat.
Ende der 1950er Jahre begann Bridges Theaterstücke selbst zu produzieren, wie etwa Cyril Campions The Widower mit Daniel Massey (1957) und Vita Sackville-Wests Roman The Edwardians (1959). Anfang der 1960er Jahre konnte er auch dem Wunsch nachkommen selbst Regie zu führen, nachdem es seine Ehefrau Ann Castle zu einem anständigen Gehalt als Schauspielerin gebracht hatte. Bridges ging zum Fernsehen und machte sich vor allem als Produzent und Regisseur zahlreicher BBC-Fernsehspiele einen Namen. Unterhaltungsprogramme wie die Thriller Dial M for murder, Something to Hide (beide 1962) und Act of Murder (1965) für dessen Regie ihn die britische Times als „einen der besten jungen Regisseure“ anpries, wechselten sich dabei mit Fernsehadaptionen bedeutungsschwerer literarischer Stoffe wie August Strindbergs Fräulein Julie (Miss Julie, 1965) und Dostojewskis Der Idiot (The Idiot, 1966) ab. Dennoch blieb Bridges in dieser Zeit auch dem Theater treu. Zu Beginn der Theatersaison 1967/68 übernahm er die Regie bei der Royal-Shakespeare-Company-Produktion von Ibsens Drama Gespenster mit Peggy Ashcroft in der Hauptrolle der Helene Alving.

### Erfolg mit „The Lie“ und „Botschaft für Lady Franklin“
Der Durchbruch als Fernsehregisseur gelang Bridges 1970 mit der BBC-Produktion The Lie, für die der bekannte schwedische Filmemacher Ingmar Bergman das Filmskript verfasste. Das Drama mit Frank Finlay, Gemma Jones, Joss Ackland und Mark Dignam in den Hauptrollen, die im Rahmen der Serie Play for Today ausgestrahlt wurde, erhielt ein Jahr später den britischen Fernsehpreis BAFTA. Nach dem Fernsehfilm Shelley (1972) mit Jenny Agutter in der Titelrolle der Frankenstein-Autorin Mary Shelley, blieb Bridges auch der Erfolg im Kino nicht verwehrt. 1973 folgte Botschaft für Lady Franklin, die Verfilmung eines Romans von L. P. Hartley. Das Drama spielt im England der 1920er Jahre und stellt eine jung verwitwete Aristokratin (gespielt von Sarah Miles) in den Mittelpunkt, die sich den Avancen ihres Mietwagenfahrers (Robert Shaw) widersetzt und in die Geborgenheit ihres Standes zurückzieht.
Bridges’ Kinodebüt war 1973 im Wettbewerb der Filmfestspiele von Cannes vertreten und gewann ex aequo mit Jerry Schatzbergs Asphalt-Blüten den Hauptpreis. Die Kritiker in Cannes fassten dies aber fast einmütig als Fehlentscheidung der Jury unter dem Vorsitz der schwedischen Schauspielerin Ingrid Bergman auf. Die französische L’Express befand Botschaft für Lady Franklin als „banal und medioker“, die britische Times empfand die Auswahl als zu konservativ und Bridges’ Studie über die Klassengegensätze im England der Jahrhundertwende „mitnichten als Grand Prix tauglich“. Positive Kritik erhielt die Regiearbeit dagegen vom bundesdeutschen film-dienst, der in seiner zeitgenössischen Kritik das Werk als „subtil inszenierte psychologische Studie“ und als „hervorragend gespielt und voller innerer Spannung“ anpries. Ein Jahr später wurde der Kostümfilm mit drei Britischen Filmpreisen ausgezeichnet.

### Ausklang der Filmkarriere
Nach dem Sieg in Cannes gelang es Bridges nicht, sich mit den folgenden Spielfilmproduktionen in die Riege der führenden britischen Filmregisseure zu etablieren. Der Fernsehfilm Flüchtige Begegnung (1974), die Wiederverfilmung eines Stückes von Noël Coward, galt als einfallslos inszeniert und diente nur den beiden Schauspielern Richard Burton und Sophia Loren als Star-Vehikel. Ebenfalls als nur schauspielerisch reizvoll wurde Bridges’ Haß kennt keine Nachsaison (1975) bewertet, der erfolglos im Wettbewerb der Filmfestspiele von Berlin konkurrierte. In dem romantischen Drama war Vanessa Redgrave als Hotelbetreiberin und allein erziehende Mutter einer Tochter zu sehen, die durch das Auftauchen einer alten Jugendliebe (gespielt von Cliff Robertson) in eine unheilvolle Dreiecksbeziehung gedrängt wird.
In seinen beiden folgenden Kostümdramen Schatten der Vergangenheit (1982) und Die letzte Jagd (1985) vertraute Bridges erneut auf das Rezept seines Erfolgsfilms Botschaft für Lady Franklin und setzte sich mit den gesellschaftlichen Zwängen und Konventionen in der englischen Gesellschaft des frühen 20. Jahrhunderts auseinander. In beiden Filmen konnte er auf ein Ensemble von so bekannten Schauspielern wie Alan Bates, Julie Christie, Glenda Jackson und Ann-Margret, beziehungsweise James Mason, Edward Fox und John Gielgud zurückgreifen, doch nur für Die letzte Jagd zeigten sich die Kritiker empfänglich. Der Film wurde mit dem Werken Anton Tschechows verglichen und auf dem Filmfestival von Moskau preisgekrönt. Ebenfalls im Jahr 1985 folgte die Regie an der mit dem Emmy preisgekrönten Produktion Displaced Person. Das auf Kurt Vonneguts Kurzgeschichte D.P. basierende Fernsehdrama ist im Deutschland der Nachkriegszeit angesiedelt und stellt einen 12-jährigen im Waisenhaus aufgewachsenen Jungen in den Mittelpunkt, der sich auf die Suche nach seinem Vater, einem farbigen US-Soldaten, macht. Bridges’ Karriere als Regisseur klang Anfang der 1990er Jahre mit dem Liebesdrama Fire Princess mit Eric Roberts und Jennifer Jason Leigh und der Beatrix-Potter-Fernsehadaption The Tale of Little Pig Robinson (beide 1990) aus.
1954 heiratete Alan Bridges seine Schauspielkollegin Ann Castle (gebürtig Eileen Middleton Brown), die er in mehreren seiner Fernsehspiele und Filmproduktionen einsetzte. Aus der Ehe gingen eine Tochter (* 1962) und ein Sohn (* 1965) hervor. Bridges lebte zuletzt in Shepperton, in der Nähe von London, und erwärmte sich in seiner Freizeit unter anderem für das Lesen, Musik, Sport und das Theater. Er war Mitglied des Garrick Clubs.

## Filmografie (Auswahl)
- 1972: Shelley (TV)
- 1973: Botschaft für Lady Franklin (The Hireling)
- 1974: Flüchtige Begegnung (Brief Encounter)
- 1975: Haß kennt keine Nachsaison (Out of Season)
- 1977: Sonnenwendfeier (Ragtime Summer)
- 1978: Saturday, Sunday, Monday (TV)
- 1978: La petite fille en velours bleu
- 1980: Rain on the Roof (TV)
- 1981: Very Like a Whale (TV)
- 1982: Schatten der Vergangenheit (The Return of the Soldier)
- 1984: Pudd'nhead Wilson (TV)
- 1985: Displaced Person (TV)
- 1985: Die letzte Jagd (The Shooting Party)
- 1990: Fire Princess
- 1990: The Tale of Little Pig Robinson
- 1991: Secret Places of the Heart

## Auszeichnungen
- 1971: Society of Film and Television Arts Award für The Lie (Bestes Fernsehdrama)
- 1973: Grand Prix der Internationalen Filmfestspiele von Cannes für Botschaft für Lady Franklin
- 1991: Nominierung für den British Academy Television Award für The Tale of Little Pig Robinson (Bestes Kinderprogramm – Unterhaltung/Drama)